# Патагонские гиганты
Патагонские гиганты — мифическая раса людей, рассказы о которых впервые стали появляться в ранних сообщениях европейцев о тогда ещё мало известных им областях и побережье Патагонии. Они якобы были по меньшей мере в два раза выше обычного человеческого роста: некоторые источники сообщают о людях ростом от 12 до 15 футов (от 3,7 до 4,6 метра) или более. Истории об этих невероятных людях считались среди европейцев реальными сведениями о регионе в течение 250 лет, пока они не были в значительной степени развенчаны в конце XVIII века.

## Происхождение легенды
Первое упоминание этих людей появилось в результате плавания Магеллана и его команды, которые утверждали, что видели их, исследуя побережье Южной Америки во время своего кругосветного путешествия в 1520-е годы. Антонио Пигафетта, один из немногих выживших участников экспедиции и летописец экспедиции Магеллана, написал в своём отчёте о встрече команды с туземцами вдвое выше обычного человека. Испанский хронист Руй Диас де Гусман писал в 1610 году, что рост этих индейцев достигал якобы 13 футов, т. е. около 4 метров.
Пигафетта также записал, что Магеллан наделил этих людей названием «Patagão» (то есть «Патагонцы», или Patagoni в множественном числе на итальянском, как писал Пигафетта), но не пояснил причин того, почему назвал их именно так. Со времён Пигафетты существовало предположение, что это название происходит от pata (исп. «нога»), и «Патагония» означает «Земля Большеногих». Впоследствии появилась гипотеза о том, что название было связано с именем героя рыцарского романа Primaleón de Grecia, звучавшего как Patagon. Магеллан, который, без сомнения, знал об этом романе, имевшем тогда большую популярность, вполне мог назвать аборигенов именем этого получеловека-полуживотного, особенного ввиду их странных для европейцев нарядов и потребления ими сырого мяса.
Тем не менее, этимология термина остаётся под вопросом, поскольку, среди прочего, значение суффикса -gon не вполне ясно. Однако название «Патагония» закрепилось за регионом, как и сведения о том, что местные жители были гигантами. Первые карты Нового Света впоследствии иногда имели надпись  regio gigantum  («земля гигантов») в этом районе суши, эта надпись на латыни часто присутствовала на картах вплоть до XVII века.

## Последующие свидетельства
Впоследствии сообщения о патагонских гигантах поступали от множества мореплавателей.
В 1579 году корабельный капеллан сэра Фрэнсиса Дрейка Фрэнсис Флетчер писал о встрече с очень высокими людьми в Патагонии. Тем не менее, им же было записано, что «Индейцы не столь высоки, как рассказывают испанцы».
Совершивший в 1586—1587 годах третье кругосветное плавание английский капер Томас Кэвендиш утверждал, что видел в Патагонии в устье реки Рио-Десеадо гигантов-патагонцев ростом в пять локтей, или семь с половиной футов (около 228 см). Во время своей второй экспедиции 1592 года он выдержал близ Пуэрто-Десеадо бой с местными патагонцами, потеряв в схватке несколько человек.  
В 1590-х годах Энтони Книвет утверждал, что он видел трупы 12 футов (3,7 метра) ростом в Патагонии.
Кроме того, в 1590 году Уильям Адамс, англичанин на борту голландского судна, обогнувшего Огненную Землю, осевший позже в Японии, сообщал о вооружённом столкновении между экипажем корабля и «неестественно высокими» туземцами.
В 1615 году голландские мореплаватели Виллем Схаутен и Якоб Лемер видели в Пуэрто-Десеадо останки патагонцев ростом выше семи футов (213 см), которые, возможно, были доисторическими окаменелостями.
В 1766 году, после возвращения в Англию корабля HMS Dolphin (1751), просочились слухи, что команда этого корабля, капитаном которой был коммодор Джон Байрон, видел в Патагонии племена 9-футовых (2,7 метра) туземцев, когда их корабль проходил мимо этого региона, совершая кругосветное плавание. Причём сообщалось даже о том, что их реальный рост может быть не преувеличен, а, наоборот, занижен. 
С другой стороны, Луи Антуан де Бугенвиль писал, что видел в Патагонии лишь высоких людей, среди которых не было тех, кто был бы ниже пяти футов и пяти-шести дюймов, но и тех, кто был бы выше пяти футов и девяти-десяти дюймов, огромными же они могли казаться из-за их в целом мощного телосложения, очень больших голов и толстых конечностей. Однако, когда вновь отредактированный и пересмотренный отчёт о путешествии Бугенвиля был выпущен в 1773 году, патагонцы были определены в нём уже как люди ростом 6 футов 6 дюймов (198 сантиметров), достаточно высокие, но отнюдь не гиганты.

## Реалистичные объяснения
Люди, с которыми сталкивались Байрон, Бугенвиль и др., были, по всей вероятности, индейцами теуэльче, коренными обитателями региона. Более поздние авторы считали патагонских «гигантов» мистификацией или по крайней мере преувеличением, а также примером недостоверных сообщений из ранних европейских описаний региона.
Миф был окончательно развенчан французским натуралистом Альсидом Дессалином Д’Орбиньи, который написал, что видел в Патагонии не гигантов, а лишь рослых и красивых людей. Антропометрические исследования, проведённые в XX веке, позволили предположить, что средний рост теуэльче в XVI веке, когда они были встречены экспедицией Магеллана, составлял около 180 сантиметров, что значительно превышало средний рост испанцев тех времён (около 165 см), поэтому индейцы действительно могли казаться им «гигантами».